# Echthromorpha intricatoria
Echthromorpha intricatoria là một loài tò vò trong họ Ichneumonidae.